# Port lotniczy Maseru
Port lotniczy Maseru-Moshoeshoe I (ang. Moshoeshoe I International Airport) (IATA: MSU, ICAO: FXMM) – międzynarodowy port lotniczy położony 20 kilometrów od Maseru (Lesotho). Jest największym lotniskiem w Lesotho. Został wybudowany w 1985 roku.

## Linie lotnicze i połączenia
| Linia lotnicza              | Kierunek        |
| --------------------------- | --------------- |
| Airlink                     | 1. Johannesburg |
| Razem: 1 kierunek w 1 kraju |                 |